# 106e bataillon de chasseurs à pied

## Création et différentes dénominations
- 13 mars 1915: formation du 106e Bataillon de Chasseurs à Pied caserne des Tourelles à Paris, à partir des dépôts des 8e, 16e, 19e, 25e, 26e et 29e Bataillons de chasseurs à pied. Le 1er avril, le Bataillon est embarqué et dirigé par voie ferrée sur Bourges (Cher) pour s’y concentrer et faire partie de la 152e D.I (en cours de formation) Les 1re et 2e Cies s’installent à Saint-Germain-du-Puy, les 3e et 4e à Sainte-Solange, la 5e à Moulins-sur-Yèvre et la 6e à Osmoy. 2 sections de mitrailleuses « Colt » les rejoindront à Saint-Germain-du-Puy.
- 3 avril 1915: le 106e BCP (5e Brigade) quitte le Cher pour rejoindre Mirecourt.
- À la date du 8 mai 1915, ses effectifs sont de 24 officiers, 74 sous-officiers et 1 511 hommes de troupe. Le bataillon est doté de 103 chevaux et mulets[1].
- Début 1919 : Dissolution

## Drapeau du régiment
Comme tous les autres bataillons de chasseurs ou groupes de chasseurs, il ne dispose pas de son propre drapeau.
Le bataillon reçoit la fourragère aux couleurs de la Croix de guerre 1914-1918 le 17 novembre 1918.

## Chefs de corps
- Paul Chenèble (1867 - 1920): 13 Mars 1915 au 15 Septembre 1915
- BURTSCHELL: 18 Septembre 1915 au 28 Septembre 1916
- LAHOTTE: 28 Septembre 1916 au 14 Décembre 1916
- LAGOUBIE: 14 Décembre 1916 au 11 Juin 1918 (Mort au Champ d'Honneur)
- HUREL: 18 Juin 1918 au 15 Avril 1919

## Historique

### La Première Guerre mondiale
Affectation
- 152e Division d'Infanterie d'avril à juin 1915
- 129e Division d'Infanterie de juin 1915 à novembre 1918

#### 1915
Alsace : Sattel, Barrenkopf, Linge
Champagne : cote 164 près de Souin
Vosges : Rabodeau

#### 1916
Vosges : Rabodeau, cote 165 devant Senone
Lorraine : Forêt de Champenoux
Verdun :  (Côte du Poivre, Froideterre)
Bois-le-Prêtre
Somme : Région de Cappy.

#### 1917
Vosges : La Fontenelle
Chemin des Dames : Le Panthéon, Vauxaillon, Mont des Singes

#### 1918
Flandres : Scherpenberg, Logre
Oise : Tricot, Courcelles
Canal de Campagne
Raville.

#### 1919
- Le 5 avril, en exécution de la note no 150494 du G.Q.G en date du 11 mars 1919, le Bataillon est dissous. Ses trains et matériels sont versés à la 20e Région.

## Sources et bibliographie
- Les 25e, 65e et 106e bataillons de chasseurs à pied pendant la grande guerre : du 2 août 1914 au 11 novembre 1918, Paris, E. J. Caudron, 1935, 160 p., lire en ligne sur Gallica.